# Syzygium balfourii
Syzygium balfourii är en myrtenväxtart som först beskrevs av John Gilbert Baker, och fick sitt nu gällande namn av E.L.Joseph Guého och Andrew John Scott. Syzygium balfourii ingår i släktet Syzygium och familjen myrtenväxter.
Artens utbredningsområde är Rodrigues. Inga underarter finns listade i Catalogue of Life.